# Agrotis clavisigna
Agrotis clavisigna är en fjärilsart som beskrevs av Paul Dognin 1916. Agrotis clavisigna ingår i släktet Agrotis och familjen nattflyn. Inga underarter finns listade i Catalogue of Life.